# Mezinárodní astronomická unie

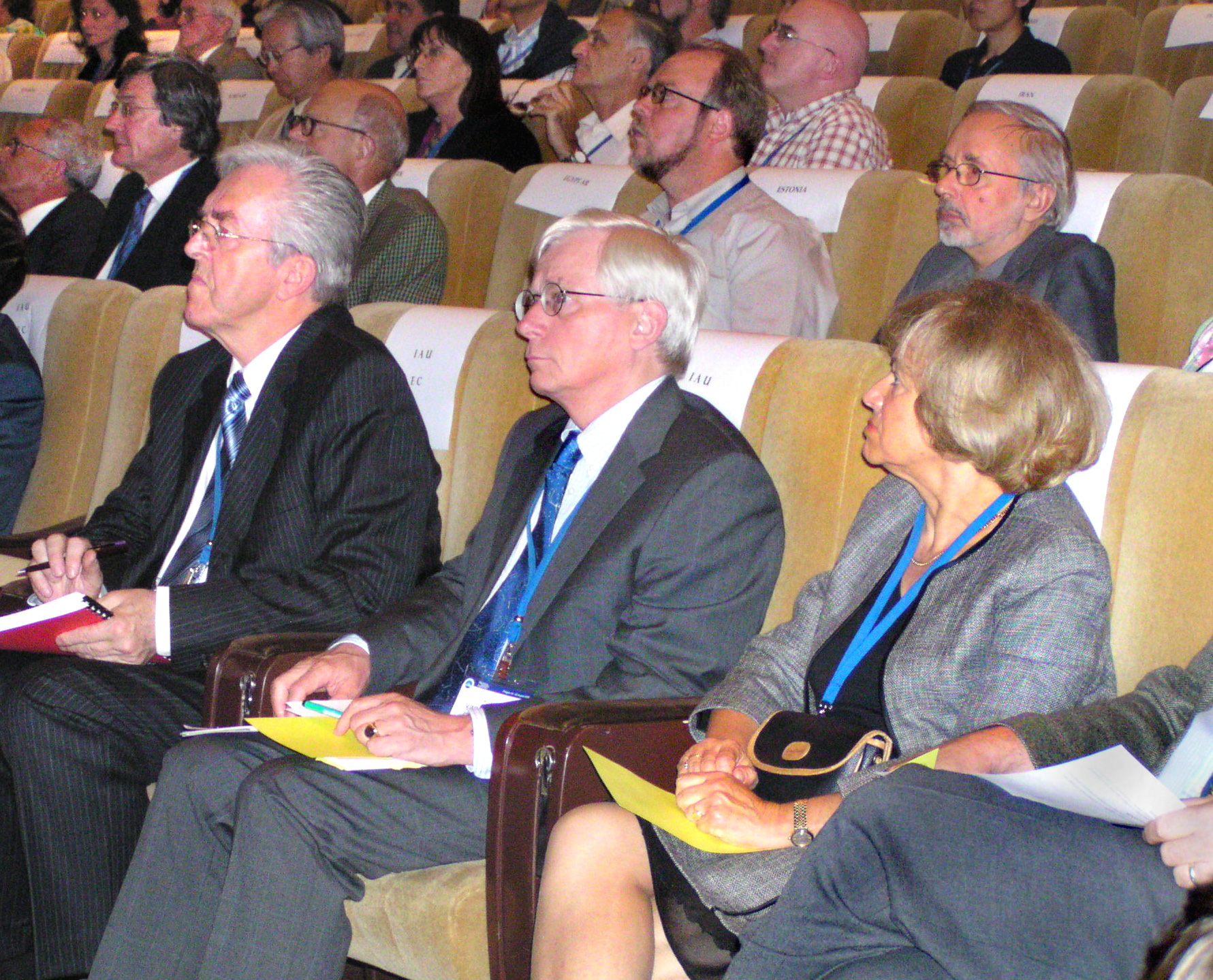
Bývalá prezidentka Mezinárodní astronomické unie Catherine Cesarsky a vedle ní sedící bývalý generální sekretář Karel van der Hucht na 26. astronomickém kongresu v Praze

Mezinárodní astronomická unie (International Astronomical Union, zkráceně IAU) je mezinárodní organizace, která sdružuje profesionální astronomy a národní astronomické společnosti světa. Byla založena v roce 1919 a sídlí v Paříži. Její prezidentkou je v současnosti Debra Meloy Elmegreen.

## Činnost
Mezinárodní astronomická unie je členem Mezinárodního vědeckého koncilu. Je mezinárodně uznávaná jako společnost zodpovědná za pojmenování hvězd, planet, planetek a jiných kosmických těles a fenoménů ve vědecké komunitě. Jejím hlavním cílem je však pomocí mezinárodní spolupráce prosazovat a zabezpečovat rozvoj astronomie.

## Členové a struktura
Unie má 13 000 členů – profesionálních astronomů z celého světa; nejvíce jich je z USA. Z České republiky bylo v roce 2013 celkem 127 členů – mj. Jiří Grygar, Luboš Perek, Petr Heinzel, Jana Tichá nebo Jiří Borovička.
Kromě individuálních členů sdružuje IAU 82 národních sdružení, která reprezentují státy zapojené do její činnosti. Českou republiku v Mezinárodní astronomické unii zastupuje Český národní komitét astronomický. Jeho předsedou je pracovník Astronomického ústavu Akademie věd a předseda organizačního výboru pražského astronomického kongresu Jan Palouš.

### Astronomický kongres
Nejvyšším orgánem Mezinárodní astronomické unie je valné shromáždění, obecně zvané astronomický kongres. Koná se pravidelně každé tři roky (kromě období 2. světové války). První shromáždění se konalo v roce 1922, v Římě. 26. valné shromáždění Mezinárodní astronomické unie se konalo ve dnech 14. – 26. srpna 2006 v Kongresovém centru v Praze.

#### Historie kongresů
| Kongres     | Rok  | Místo                               |
| ----------- | ---- | ----------------------------------- |
| 1. kongres  | 1922 | Řím, Itálie                         |
| 2. kongres  | 1925 | Cambridge, Spojené království       |
| 3. kongres  | 1928 | Leiden, Nizozemsko                  |
| 4. kongres  | 1932 | Cambridge, USA                      |
| 5. kongres  | 1935 | Paříž, Francie                      |
| 6. kongres  | 1938 | Stockholm, Švédsko                  |
| 7. kongres  | 1948 | Curych, Švýcarsko                   |
| 8. kongres  | 1952 | Řím, Itálie                         |
| 9. kongres  | 1955 | Dublin, Irsko                       |
| 10. kongres | 1958 | Moskva, Sovětský Svaz               |
| 11. kongres | 1961 | Berkeley, USA                       |
| 12. kongres | 1964 | Hamburk, Západní Německo            |
| 13. kongres | 1967 | Praha, Československo               |
| 14. kongres | 1970 | Brighton, Spojené království        |
| 15. kongres | 1973 | Sydney, Austrálie                   |
| 16. kongres | 1976 | Grenoble, Francie                   |
| 17. kongres | 1979 | Montréal, Kanada                    |
| 18. kongres | 1982 | Patras, Řecko                       |
| 19. kongres | 1985 | Nové Dillí, Indie                   |
| 20. kongres | 1988 | Baltimore, USA                      |
| 21. kongres | 1991 | Buenos Aires, Argentina             |
| 22. kongres | 1994 | Haag, Nizozemsko                    |
| 23. kongres | 1997 | Kjóto, Japonsko                     |
| 24. kongres | 2000 | Manchester, Spojené království      |
| 25. kongres | 2003 | Sydney, Austrálie                   |
| 26. kongres | 2006 | Praha, Česko                        |
| 27. kongres | 2009 | Rio de Janeiro, Brazílie            |
| 28. kongres | 2012 | Peking, Čína                        |
| 29. kongres | 2015 | Honolulu, USA                       |
| 30. kongres | 2018 | Vídeň, Rakousko                     |
| 31. kongres | 2012 | Pusan, Jižní Korea                  |
| 32. kongres | 2024 | Kapské Město, Jihoafrická republika |

### Prezident a výkonný výbor
Mezi kongresy je nejvyšším orgánem Výkonný výbor, v jehož čele stojí prezident Mezinárodní astronomická unie.
Je volen vždy na 3 roky na období mezi kongresy. Od roku 2021 je prezidentkou Američanka Debra Meloy Elmegreen.
Dalším členem výkonného výboru je tzv. zvolený prezident (President-Elect). Jde o praxi z posledních 20 let, kdy nový prezident je zvolen již na předcházejícím kongresu, ale než nastoupí do úřadu, vykonává první 3 roky tuto funkci, která odpovídá prvnímu viceprezidentovi.
Ve výboru jsou dále generální sekretář (k roku 2024 Piero Benvenuti  z Itálie) a několik viceprezidentů.

### Komise
Dalšími velmi důležitými orgány IAU jsou odborné komise. V současnosti jich pracuje 40 a jsou sloučeny do 12 divizí.

### Seznam členů
Afrika
- Alžírsko
- Egypt
- Etiopie
- Ghana
- Jihoafrická republika
- Madagaskar (pozorovatel)
- Maroko (pozorovatel)
- Mosambik (pozorovatel)
- Nigérie

Amerika
- Argentina
- Bolívie (pozastaveno)
- Brazílie
- Chile
- Honduras (prozatímní)
- Kanada
- Kolumbie
- Kostarika (prozatímní)
- Mexiko
- Panama (prozatímní)
- Peru (pozastaveno)
- Spojené státy americké
- Uruguay (pozorovatel)
- Venezuela

Asie
- Arménie
- Čína
- Filipíny
- Gruzie (pozastaveno)
- Indonésie
- Írán (pozastaveno)
- Izrael
- Japonsko
- Jižní Korea
- Jordánsko
- Kazachstán
- KLDR (prozatímní)
- Kypr
- Libanon (prozatímní)
- Malajsie
- Mongolsko (prozatímní)
- Saúdská Arábie (pozastaveno)
- Spojené arabské emiráty
- Sýrie (pozorovatel)
- Tádžikistán
- Tchaj-wan
- Thajsko
- Turecko
- Vietnam (prozatímní)

Evropa
- Belgie
- Bulharsko
- Česko
- Dánsko
- Estonsko
- Finsko
- Francie
- Irsko
- Island
- Itálie
- Litva
- Lotyšsko
- Maďarsko
- Německo
- Nizozemsko
- Norsko
- Polsko
- Portugalsko
- Rakousko
- Rumunsko
- Rusko
- Řecko
- Slovensko
- Slovinsko
- Spojené království
- Srbsko
- Španělsko
- Švédsko
- Švýcarsko
- Ukrajina
- Vatikán

Oceánie
- Austrálie
- Nový Zéland